# Золотий глобус (77-ма церемонія вручення)
77-ма церемонія вручення нагород премії «Золотий глобус»

5 січня 2020 року
Найкращий фільм — драма: 
«1917»
Найкращий фільм —
комедія або мюзикл: 
«Одного разу... в Голлівуді»
Найкращий телесеріал — драма: 
«Спадщина»
Найкращий телесеріал —
комедія або мюзикл: 
«Флібег»
Найкращий мінісеріал або телефільм: 
«Чорнобиль»
< 76-та • Церемонії вручення • 78-ма >
77-ма церемонія вручення нагород премії «Золотий глобус» за досягнення в галузі кінематографу та американського телебачення за 2019 рік, відбулась 5 січня 2020 року в готелі Беверлі-Гілтон у Беверлі-Гіллз, штат Каліфорнія, США. Церемонія створена та організована Голлівудською асоціацією іноземної преси та Dick Clark Productions. Вона транслювалась в прямому етері на каналі NBC, її ведучим вже в п’ятий раз виступив актор Рікі Джервейс.

## Перебіг церемонії
Номінанти 77-ї церемонії були оголошені 9 грудня 2019 року акторами Тімом Аленом, Дакотою Фенінг та Сьюзен Калеті Ватсон. Проголошення номінантів викликало критику від «Жіночої спілки кіно журналістів» (англ. The Alliance of Women Film Journalists) за відсутність жінок у деяких престижних категоріях: жодну жінку не було номіновано в категоріях «Найкраща режисерська робота» та «Найкращий сценарій», хоча були небезпідставні очікування побачити серед номінанток Ґрета Ґервіґ (Маленькі жінки), Лорін Скафарія (Шахрайки з Волл-стріт), Меріел Геллер (Прекрасний день по сусідству). У зв’язку з цим «Жіноча спілка кіно журналістів» номінувала Голлівудську асоціацію іноземної преси на премію «Зал ганьби «Жіночої спілки кіно журналістів» за недопуск жінок до числа  номінантів провідних категорій Золотого Глобуса.

### Веганське меню
Вперше за всю історію премії учасників церемонії пригощали веганською їжею. Веганське меню було запропоновано Хоакіном Феніксом. Він також запропонував веганське меню і на іншій кіноцеремонії — Оскар-2020.

## Список лауреатів і номінантів

### Кіно
Фільми з найбільшою кількістю нагород та номінацій
| Фільм                                     | Перемоги | Номінації |
| ----------------------------------------- | -------- | --------- |
| • «Одного разу... в Голлівуді»            | 3        | 5         |
| • «Джокер»                                | 2        | 4         |
| • «1917»                                  | 2        | 3         |
| • «Рокетмен»                              | 2        | 3         |
| • «Шлюбна історія»                        | 1        | 6         |
| • «Паразити»                              | 1        | 3         |
| • «Прощання»                              | 1        | 2         |
| • «Джуді»                                 | 1        | 1         |
| • «Містер Лінк: загублена ланка еволюції» | 1        | 1         |
| • «Ірландець»                             | —        | 5         |
| • «Два папи»                              | —        | 4         |
| • «Ножі наголо»                           | —        | 3         |
| • «Секс-бомба»                            | —        | 2         |
| • «Моє ім’я Долемайт»                     | —        | 2         |
| • «Крижане серце 2»                       | —        | 2         |
| • «Герріет»                               | —        | 2         |
| • «Кролик Джоджо»                         | —        | 2         |
| • «Король Лев»                            | —        | 2         |
| • «Маленькі жінки»                        | —        | 2         |
| • «Біль та слава»                         | —        | 2         |

• Переможці вказані першими і виділені окремим кольором.
| Категорія                                   | Лауреати і номінанти                                                            | Лауреати і номінанти                                                 |
| ------------------------------------------- | ------------------------------------------------------------------------------- | -------------------------------------------------------------------- |
| Найкращий фільм — драма                     | • «1917»                                                                        | • «1917»                                                             |
| Найкращий фільм — драма                     | • «Ірландець»                                                                   |                                                                      |
| Найкращий фільм — драма                     | • «Джокер»                                                                      |                                                                      |
| Найкращий фільм — драма                     | • «Шлюбна історія»                                                              |                                                                      |
| Найкращий фільм — драма                     | • «Два папи»                                                                    |                                                                      |
| Найкращий фільм — комедія або мюзикл        | • «Одного разу... в Голлівуді»                                                  | • «Одного разу... в Голлівуді»                                       |
| Найкращий фільм — комедія або мюзикл        | • «Моє ім’я Долемайт»                                                           |                                                                      |
| Найкращий фільм — комедія або мюзикл        | • «Кролик Джоджо»                                                               |                                                                      |
| Найкращий фільм — комедія або мюзикл        | • «Ножі наголо»                                                                 |                                                                      |
| Найкращий фільм — комедія або мюзикл        | • «Рокетмен»                                                                    |                                                                      |
| Найкраща чоловіча роль — драма              |                                                                                 | • «Джокер» — Хоакін Фенікс за роль Артура Флека                      |
| Найкраща чоловіча роль — драма              | • «Біль та слава» — Антоніо Бандерас за роль Сальвадора Малло                   |                                                                      |
| Найкраща чоловіча роль — драма              | • «Шлюбна історія» — Адам Драйвер за роль Чарлі Барбера                         |                                                                      |
| Найкраща чоловіча роль — драма              | • «Аутсайдери» — Крістіан Бейл за роль Кена Майлза                              |                                                                      |
| Найкраща чоловіча роль — драма              | • «Два Папи» — Джонатан Прайс за роль кардинала Хорхе Маріо Бергольйо           |                                                                      |
| Найкраща жіноча роль — драма                |                                                                                 | • «Джуді» — Рене Зеллвегер за роль Джуді Гарленд                     |
| Найкраща жіноча роль — драма                | • «Герріет» — Синтія Еріво за роль Герріет Табмен                               |                                                                      |
| Найкраща жіноча роль — драма                | • «Шлюбна історія» — Скарлетт Йоганссон за роль Ніколь Барбер                   |                                                                      |
| Найкраща жіноча роль — драма                | • «Маленькі жінки» — Сірша Ронан за роль Джо Марч                               |                                                                      |
| Найкраща жіноча роль — драма                | • «Секс-бомба» — Шарліз Терон за роль Мегін Келлі                               |                                                                      |
| Найкраща чоловіча роль — комедія або мюзикл |                                                                                 | • «Рокетмен» — Тарон Еджертон за роль Елтона Джона                   |
| Найкраща чоловіча роль — комедія або мюзикл | • «Ножі наголо» — Деніел Крейг за роль Бенуа Бланка                             |                                                                      |
| Найкраща чоловіча роль — комедія або мюзикл | • «Кролик Джоджо» — Роман Гріффін Девіс за роль Джоджо Бетслера                 |                                                                      |
| Найкраща чоловіча роль — комедія або мюзикл | • «Одного разу в Голлівуді» — Леонардо Ді Капріо за роль Ріка Далтона           |                                                                      |
| Найкраща чоловіча роль — комедія або мюзикл | • «Моє ім’я Долемайт» — Едді Мерфі за роль Руді Рея Мура                        |                                                                      |
| Найкраща жіноча роль — комедія або мюзикл   |                                                                                 | • «Прощання» — Аквафіна за роль Біллі Вонг                           |
| Найкраща жіноча роль — комедія або мюзикл   | • «Ножі наголо» — Ана де Армас за роль Марти Кабреро                            |                                                                      |
| Найкраща жіноча роль — комедія або мюзикл   | • «Де ти поділась, Бернадетт?» — Кейт Бланшетт за роль Бернадетт Фокс           |                                                                      |
| Найкраща жіноча роль — комедія або мюзикл   | • «Заучка» — Біані Фельдштейн за роль Моллі Девідсон                            |                                                                      |
| Найкраща жіноча роль — комедія або мюзикл   | • «Пізній вечір» — Емма Томпсон за роль Кетрін Ньюбері                          |                                                                      |
| Найкраща чоловіча роль другого плану        |                                                                                 | • «Одного разу... в Голлівуді» — Бред Пітт за роль Кліффа Бута       |
| Найкраща чоловіча роль другого плану        | • «Прекрасний день по сусідству» — Том Генкс за роль Фреда Роджерса             |                                                                      |
| Найкраща чоловіча роль другого плану        | • «Два папи» — Ентоні Гопкінс за роль Папи Бенедикта XVI                        |                                                                      |
| Найкраща чоловіча роль другого плану        | • «Ірландець» — Аль Пачіно за роль Джиммі Гоффа                                 |                                                                      |
| Найкраща чоловіча роль другого плану        | • «Ірландець» — Джо Пеші за роль Рассела «Макгі» Буфаліно                       |                                                                      |
| Найкраща жіноча роль другого плану          |                                                                                 | • «Шлюбна історія» — Лора Дерн за роль Нори Феншоу                   |
| Найкраща жіноча роль другого плану          | • «Річард Джуелл» — Кеті Бейтс за роль Барбари Джуелл                           |                                                                      |
| Найкраща жіноча роль другого плану          | • «Доповідь» — Аннетт Бенінг за роль Даян Файнстайн                             |                                                                      |
| Найкраща жіноча роль другого плану          | • «Шахрайки з Волл-стріт» — Дженніфер Лопес за роль Рамони Вега                 |                                                                      |
| Найкраща жіноча роль другого плану          | • «Секс-бомба» — Марго Роббі за роль Кайли Поспісіл                             |                                                                      |
| Найкраща режисерська робота                 |                                                                                 | • «1917» — Сем Мендес                                                |
| Найкраща режисерська робота                 | • «Паразити» — Пон Джун Хо                                                      |                                                                      |
| Найкраща режисерська робота                 | • «Джокер» — Тодд Філліпс                                                       |                                                                      |
| Найкраща режисерська робота                 | • «Ірландець» — Мартін Скорсезе                                                 |                                                                      |
| Найкраща режисерська робота                 | • «Одного разу... в Голлівуді» — Квентін Тарантіно                              |                                                                      |
| Найкращий сценарій                          |                                                                                 | • «Одного разу... в Голлівуді» — Квентін Тарантіно                   |
| Найкращий сценарій                          | • «Шлюбна історія» — Ной Баумбах                                                |                                                                      |
| Найкращий сценарій                          | • «Паразити» — Пон Джун Хо                                                      |                                                                      |
| Найкращий сценарій                          | • «Два папи» — Ентоні Маккартен                                                 |                                                                      |
| Найкращий сценарій                          | • «Ірландець» — Стівен Заіллян                                                  |                                                                      |
| Найкраща музика                             |                                                                                 | • «Джокер» — Гільдур Ґуднадоттір                                     |
| Найкраща музика                             | • «Маленькі жінки» — Александр Деспла                                           |                                                                      |
| Найкраща музика                             | • «Шлюбна історія» — Ренді Ньюман                                               |                                                                      |
| Найкраща музика                             | • «1917» — Томас Ньюман                                                         |                                                                      |
| Найкраща музика                             | • «Сирота Бруклін» — Деніел Пембертон                                           |                                                                      |
| Найкраща пісня                              | • «Рокетмен» — «(I'm Gonna) Love Me Again» — Елтон Джон, Берні Топін            | • «Рокетмен» — «(I'm Gonna) Love Me Again» — Елтон Джон, Берні Топін |
| Найкраща пісня                              | • «Коти» — «Beautiful Ghosts» — Тейлор Свіфт, Ендрю Ллойд Веббер                |                                                                      |
| Найкраща пісня                              | • «Крижане серце 2» — «Into the Unknown» — Крістен Андерсон Лопес, Роберт Лопес |                                                                      |
| Найкраща пісня                              | • «Король Лев» — «Spirit» — Бейонсе, Еліа Салманзада, Тімоті МакКензі           |                                                                      |
| Найкраща пісня                              | • «Герріет» — «Stand Up» — Синтія Еріво, Джошуа Браян Кемпбелл                  |                                                                      |
| Найкращий анімаційний фільм                 | • «Містер Лінк: загублена ланка еволюції» / Missing Link                        | • «Містер Лінк: загублена ланка еволюції» / Missing Link             |
| Найкращий анімаційний фільм                 | • «Крижане серце 2»                                                             |                                                                      |
| Найкращий анімаційний фільм                 | • «Як приборкати дракона 3: Прихований світ»                                    |                                                                      |
| Найкращий анімаційний фільм                 | • «Король Лев»                                                                  |                                                                      |
| Найкращий анімаційний фільм                 | • «Історія іграшок 4»                                                           |                                                                      |
| Найкращий фільм іноземною мовою             | • «Паразити» (Південна Корея)                                                   | • «Паразити» (Південна Корея)                                        |
| Найкращий фільм іноземною мовою             | • «Прощання» / The Farewell (США)                                               |                                                                      |
| Найкращий фільм іноземною мовою             | • «Знедолені» (Франція)                                                         |                                                                      |
| Найкращий фільм іноземною мовою             | • «Біль та слава» (Іспанія)                                                     |                                                                      |
| Найкращий фільм іноземною мовою             | • «Портрет дівчини у вогні» (Франція)                                           |                                                                      |

### Телебачення
Телесеріали з найбільшою кількістю нагород та номінацій
| Фільм                      | Перемоги | Номінації |
| -------------------------- | -------- | --------- |
| • «Чорнобиль»              | 2        | 4         |
| • «Флібег»                 | 2        | 3         |
| • «Спадщина»               | 2        | 3         |
| • «Корона»                 | 1        | 4         |
| • «Фосс/Вердон»            | 1        | 3         |
| • «Вдавання»               | 1        | 2         |
| • «Найгучніший голос»      | 1        | 2         |
| • «Рамі»                   | 1        | 1         |
| • «Неймовірне»             | —        | 4         |
| • «Баррі»                  | —        | 3         |
| • «Велика маленька брехня» | —        | 3         |
| • «Метод Комінські»        | —        | 3         |
| • «Ранкове шоу»            | —        | 3         |
| • «Пастка-22»              | —        | 2         |
| • «Вбиваючи Єву»           | —        | 2         |
| • «Дивовижна місіс Мейзел» | —        | 2         |
| • «Політик»                | —        | 2         |

| Категорія                                                                | Лауреати і номінанти                                                         | Лауреати і номінанти                                       |
| ------------------------------------------------------------------------ | ---------------------------------------------------------------------------- | ---------------------------------------------------------- |
| Найкращий серіал — драма                                                 | • «Спадщина»                                                                 | • «Спадщина»                                               |
| Найкращий серіал — драма                                                 | • «Велика маленька брехня»                                                   |                                                            |
| Найкращий серіал — драма                                                 | • «Корона»                                                                   |                                                            |
| Найкращий серіал — драма                                                 | • «Вбиваючи Єву»                                                             |                                                            |
| Найкращий серіал — драма                                                 | • «Ранкове шоу»                                                              |                                                            |
| Найкращий серіал — комедія або мюзикл                                    | • «Флібег» / Fleabag                                                         | • «Флібег» / Fleabag                                       |
| Найкращий серіал — комедія або мюзикл                                    | • «Баррі»                                                                    |                                                            |
| Найкращий серіал — комедія або мюзикл                                    | • «Метод Комінські»                                                          |                                                            |
| Найкращий серіал — комедія або мюзикл                                    | • «Дивовижна місіс Мейзел»                                                   |                                                            |
| Найкращий серіал — комедія або мюзикл                                    | • «Політик»                                                                  |                                                            |
| Найкращий мінісеріал або телефільм                                       | • «Чорнобиль»                                                                | • «Чорнобиль»                                              |
| Найкращий мінісеріал або телефільм                                       | • «Пастка-22»                                                                |                                                            |
| Найкращий мінісеріал або телефільм                                       | • «Фосс/Вердон» / Fosse/Verdon                                               |                                                            |
| Найкращий мінісеріал або телефільм                                       | • «Найгучніший голос»                                                        |                                                            |
| Найкращий мінісеріал або телефільм                                       | • «Неймовірне»                                                               |                                                            |
| Найкраща чоловіча роль серіалу — драма                                   |                                                                              | • «Спадщина» — Браян Деніс Кокс за роль Логана Роя         |
| Найкраща чоловіча роль серіалу — драма                                   | • «Гра престолів» — Кіт Герінґтон за роль Джона Сноу                         |                                                            |
| Найкраща чоловіча роль серіалу — драма                                   | • «Пан Робот» — Рамі Малек за роль Еліота Алдерсона                          |                                                            |
| Найкраща чоловіча роль серіалу — драма                                   | • «Корона» — Тобайас Мензіс за роль Філіпа, герцога Единбурзького            |                                                            |
| Найкраща чоловіча роль серіалу — драма                                   | • «Поза» — Біллі Портер за роль Прея Телла                                   |                                                            |
| Найкраща жіноча роль серіалу — драма                                     |                                                                              | • «Корона» — Олівія Колман за роль королеви Єлизавети II   |
| Найкраща жіноча роль серіалу — драма                                     | • «Ранкове шоу» — Дженніфер Еністон за роль Алекс Леві                       |                                                            |
| Найкраща жіноча роль серіалу — драма                                     | • «Вбиваючи Єву» — Джоді Комер за роль Віланель                              |                                                            |
| Найкраща жіноча роль серіалу — драма                                     | • «Велика маленька брехня» — Ніколь Кідман за роль Селести Райт              |                                                            |
| Найкраща жіноча роль серіалу — драма                                     | • «Ранкове шоу» — Різ Візерспун за роль Бредлі Джексон                       |                                                            |
| Найкраща чоловіча роль серіалу — комедія або мюзикл                      |                                                                              | • «Рамі» — Рамі Юссеф за роль Рамі Хассана                 |
| Найкраща чоловіча роль серіалу — комедія або мюзикл                      | • «Метод Комінські» — Майкл Дуглас за роль Сенді Комінскі                    |                                                            |
| Найкраща чоловіча роль серіалу — комедія або мюзикл                      | • «Баррі» — Білл Гейдер за роль Баррі Беркмана                               |                                                            |
| Найкраща чоловіча роль серіалу — комедія або мюзикл                      | • «Політик» — Бен Платт за роль Пейтона Гобарта                              |                                                            |
| Найкраща чоловіча роль серіалу — комедія або мюзикл                      | • «Життя з самим собою» — Пол Радд за роль Майлза Елліота                    |                                                            |
| Найкраща жіноча роль серіалу — комедія або мюзикл                        |                                                                              | • «Флібег» — Фібі Воллер Брідж за роль Флібег              |
| Найкраща жіноча роль серіалу — комедія або мюзикл                        | • «Мертвий для мене» — Крістіна Епплгейт за роль Джен Гардінг                |                                                            |
| Найкраща жіноча роль серіалу — комедія або мюзикл                        | • «Дивовижна місіс Мейзел» — Рейчел Броснахен за роль Міріам Мейзел          |                                                            |
| Найкраща жіноча роль серіалу — комедія або мюзикл                        | • «Стати богом у центральній Флориді» — Кірстен Данст за роль Крістал Стаббс |                                                            |
| Найкраща жіноча роль серіалу — комедія або мюзикл                        | • «Матрьошка» — Наташа Лайонн за роль Наді Вулвоков                          |                                                            |
| Найкраща чоловіча роль мінісеріалу або телефільму                        |                                                                              | • «Найгучніший голос» — Рассел Кроу за роль Роджера Ейлеса |
| Найкраща чоловіча роль мінісеріалу або телефільму                        | • «Пастка-22» — Крістофер Ебботт за роль Джона Йосаріана                     |                                                            |
| Найкраща чоловіча роль мінісеріалу або телефільму                        | • «Шпигун» — Саша Барон Коен за роль Ела Коена                               |                                                            |
| Найкраща чоловіча роль мінісеріалу або телефільму                        | • «Чорнобиль» — Джаред Гарріс за роль Валерія Легасова                       |                                                            |
| Найкраща чоловіча роль мінісеріалу або телефільму                        | • «Фосс/Вердон» — Сем Роквелл за роль Боба Фосса                             |                                                            |
| Найкраща жіноча роль мінісеріалу або телефільму                          |                                                                              | • «Фосс/Вердон» — Мішель Вільямс за роль Гвен Вердон       |
| Найкраща жіноча роль мінісеріалу або телефільму                          | • «Неймовірне» — Кейтлен Дівер за роль Мері Адлер                            |                                                            |
| Найкраща жіноча роль мінісеріалу або телефільму                          | • «Вдавання» — Джої Кінг за роль Джипсі Роуз Бланшард                        |                                                            |
| Найкраща жіноча роль мінісеріалу або телефільму                          | • «Катерина Велика» — Гелен Міррен за роль Катерини ІІ                       |                                                            |
| Найкраща жіноча роль мінісеріалу або телефільму                          | • «Неймовірне» — Меррітт Вівер за роль Керен Дювалл                          |                                                            |
| Найкраща чоловіча роль другого плану серіалу, мінісеріалу або телефільму |                                                                              | • «Чорнобиль» — Стеллан Скашгорд за роль Бориса Щербини    |
| Найкраща чоловіча роль другого плану серіалу, мінісеріалу або телефільму | • «Метод Комінські» — Алан Аркін за роль Нормана Ньюлендера                  |                                                            |
| Найкраща чоловіча роль другого плану серіалу, мінісеріалу або телефільму | • «Спадщина» — Кіран Калкін за роль Романа Роя                               |                                                            |
| Найкраща чоловіча роль другого плану серіалу, мінісеріалу або телефільму | • «Флібег» — Ендрю Скотт за роль священика                                   |                                                            |
| Найкраща чоловіча роль другого плану серіалу, мінісеріалу або телефільму | • «Баррі» — Генрі Вінклер за роль Джина Кузіно                               |                                                            |
| Найкраща жіноча роль другого плану серіалу, мінісеріалу або телефільму   |                                                                              | • «Вдавання» — Патриція Аркетт за роль Ді Ді Бланшард      |
| Найкраща жіноча роль другого плану серіалу, мінісеріалу або телефільму   | • «Корона» — Гелена Бонем Картер за роль принцеси Маргарет                   |                                                            |
| Найкраща жіноча роль другого плану серіалу, мінісеріалу або телефільму   | • «Неймовірне» — Тоні Коллетт за роль Грейс Расмуссен                        |                                                            |
| Найкраща жіноча роль другого плану серіалу, мінісеріалу або телефільму   | • «Велика маленька брехня» — Меріл Стріп за роль Мері Луїз Райт              |                                                            |
| Найкраща жіноча роль другого плану серіалу, мінісеріалу або телефільму   | • «Чорнобиль» — Емілі Вотсон за роль Уляни Хом'юк                            |                                                            |

## Спеціальні нагороди
| Премія імені Сесіля Б. Де Мілля (Нагорода за внесок у кінематограф) |  | Том Генкс                                                            |
| Премія імені Керол Бернетт (Нагорода за внесок у телебачення)       |  | Еллен Дедженерес                                                     |
| Посол «Золотого глобуса» (Символічний титул)                        |  | Ділан Броснан та Періс Броснан сини Пірса Броснана та Кілі Шей Сміт. |